# Molniška četa
Molniška četa je prva slovenska partizanska enota, ki je nastala 13. julija 1941 iz skupine, ki se je zbrala na Molniku 15. julija 1941 pod vodstvom Jerneja Gašperšiča in Slavka Židanka. Prvi komandir čete je bil Ljubo Šercer, politkomisar pa Slavko Židanek. 15. avgusta 1941 se je četa razdelila na dva dela. En del je ostal na Molniku in nosil še naprej staro ime, imenovali pa so ga tudi »Kurja farma«. Komandir tega dela čete je bil Feliks Ronko, politkomisar pa Franc Kocjančič - Stari. V začetku decembra 1941 se je ta del priključil Pugledski četi. Drugi del pod Šercerjevim in Židankovim vodstvom pa je odšel na Mokerc.